# 崔季舒
崔季舒（6世紀—573年11月18日），字叔正，博陵郡安平县（今河北省衡水市安平县）人，东魏、北齊官员。

## 生平
父崔瑜之，北魏時官鴻臚卿。生性明敏，“涉獵經史，長於尺牘”，歷官參軍、黃門侍郎，監視孝靜帝元善見的行動，孝靜帝與高澄飲酒時，自稱為朕，高澄就怒罵道：“朕，朕，狗腳朕！”並令季舒打孝靜帝三拳。崔季舒向高澄報告薛寘书之妻元氏甚美，高澄將元氏騙入府內予以奸淫，元氏斥責高澄人面兽心。崔季舒将她移送廷尉府治罪，廷尉陆操以無罪釋之。武定七年（549年）八月初八这天，高澄至邺城，邀请崔季舒、陈元康、杨愔等人在北城东柏堂住所，密谋篡位。官至總監內作。好医术。北齊後主武平四年十月辛丑（573年11月18日），崔季舒与張雕、刘逖、封孝琰、裴澤、郭遵等谏止后主前往晉陽，被以谋反罪处斩，尸体被抛尸入漳河。

## 軼事
崔季舒家中池里的莲花忽然一天全变成人的模样，戴着鲜卑人的帽子。此外崔季舒的夫人曾经在大白天睡觉，见到一个神人。神人身高一丈多，满身黑毛，向前来走近她。巫师说，“那神人是五道將軍，他前去的住宅里是不祥的。”崔季舒的院子里忽然间流出血水，有一个象斛那么大的白东西，从天而降，当掉到离他儿子的头还不到一尺多远的时候，那白东西就消失了。崔季舒还看到他家的内厅中，有一只大手，一丈多长，从地里长出来，满屋光亮。他问左右的人看见什么了，左右都说没看见什么。不久，崔季舒没罪而被杀。

## 家庭

### 兄弟姐妹
- 崔孟舒，北魏广平郡太守、高邑康男
- 崔仲舒，北魏邺县县令

### 子女
- 崔长君，庶长子，北齐尚书右外兵郎中
- 崔镜玄，北齐著作佐郎
- 崔刚，唐朝钟离郡太守、义丰县男[8]
- 崔氏，嫁北齐并州田曹参军李元俭[9]

## 延伸阅读
[在维基数据编辑]
 《北齊書·卷39》，出自李百药《北齊書》